# شهاب‌الدین حجازی
شهاب‌الدین حجازی (۸ سپتامبر ۱۳۸۸-۹ مارس ۱۴۷۱م) نویسنده و شاعر عربی حجازی در سدهٔ نهم قمری بود که بیشتر در مصر زیست. به جز ادبیات و شعر، به موسیقی و فقه نیز روی آورد.

## زندگی
نسب کامل او «ابوالطیب شِهاب‌الدین احمد بن محمد بن علی بن حسین بن ابراهیم» با نسبت‌های بسیار «حجازی، انصاری، خزرجی، سعدی، عُبادی، قاهری، بُلقینی، قابِسی» ذکر شده‌است. در ۸ سپتامبر ۱۳۸۸/ ۲۷ شعبان ۷۹۰ به‌دنیا آمد. از ابن حجر عسقلانی سماع حدیث داشت. پس از فقه‌آموزی‌های بسیار به ادبیات گرایید. شهاب‌الدین حجازی در ۹ مارس ۱۴۷۱/ ۸ رمضان ۸۷۵ درگذشت.

## آثار
- اللمعة الشهابیة من البروق الحجازیة: دیوان اشعارش.[۲]
- روض الآداب: برگزیده‌های از قصیده‌های دراز و موشّحات و شعرهای عامیانه، قطعه‌ها، نثرها و حکایت‌ها؛ فصل‌بندی شده و هر باب برپایه الفبا و قافیهٔ شعرها رده‌بندی شده‌است. شهاب حجازی این اثر را در ۱۷ محرم ۸۳۶ق پایان برد.[۲]
- کُنّاس الحواری فی الحِسان من الجواری
- جنّة الوُلدان فی الحسان من الغِلمان
- کتاب العَروض
- قلائد النحور من جواهر البحور
- نُزهة الألباب و روضة الآداب
- ندیمُ الکاعب و حبیب الحابب
- مفاخرة بین السماء و الأرض
- التذکرة: حدود ۷۰ جزء.
- القواعد و المقامات من شرح المقامات.
- أسنی الوسائل فی ما حَسُنَ من المسائل
- القواعد و المقامات من شرح المقامات: که در عنوانش اختلافاتی است.[۲]
- نَیل الرائد فی النِیل الزاید: جدول‌های افزایش‌های رود نیل برپایه زمان.[۲]